# المواقف السياسة لنعوم تشومسكي

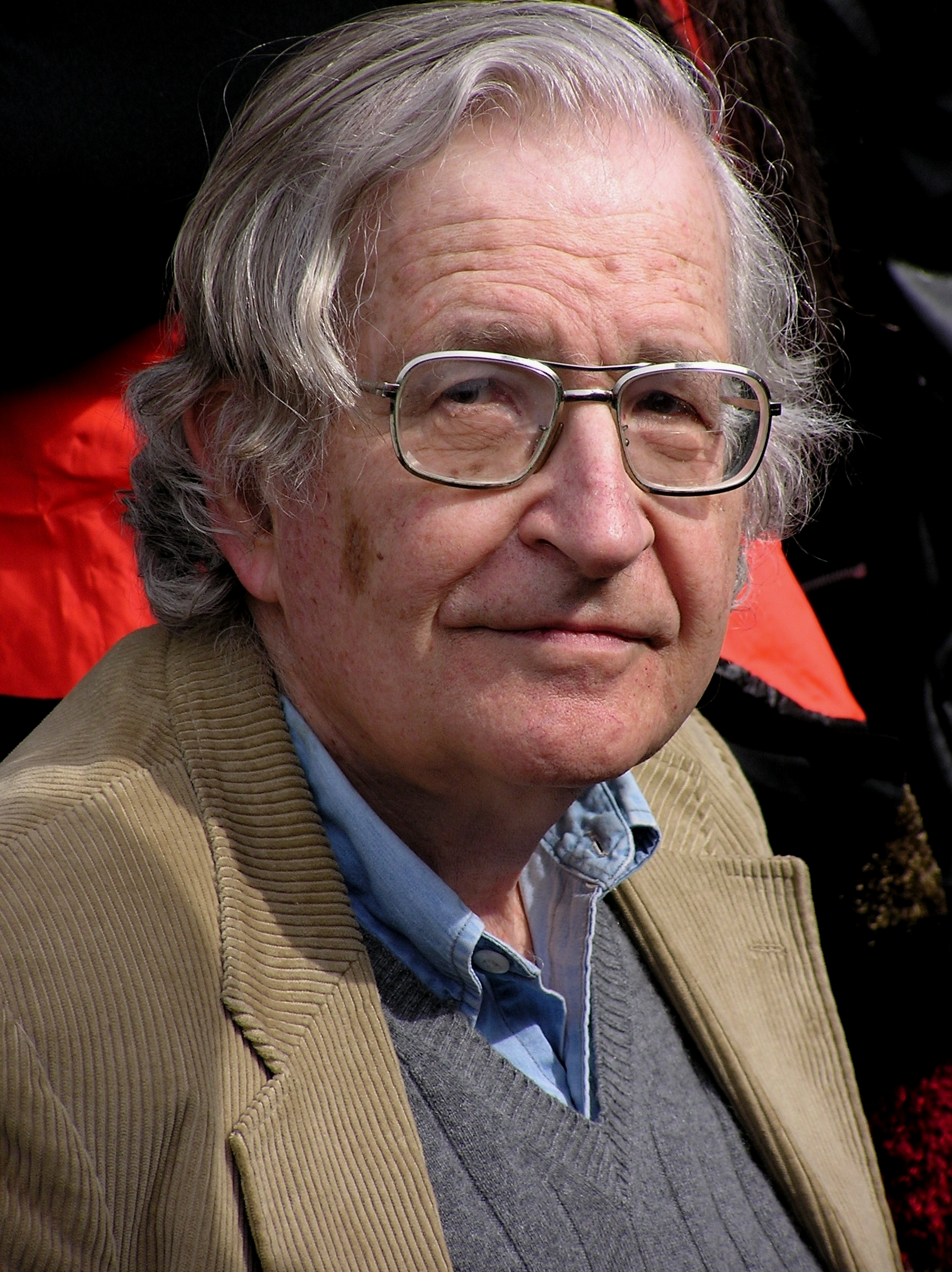
نعوم تشومسكي في تجمع الحركة المناهضة للحرب في فانكوفر، 2004.

نعوم تشومسكي (بالإنجليزية: Noam Chomsky)‏ (وُلد في 7 ديسمبر 1928) هو ناشط فكري، وناشط سياسي، وناقد للسياسة الخارجية للولايات المتحدة وعدة حكومات أخرى. يصف نعوم تشومسكي نفسه بأنه نقابي-لاسلطوي واشتراكي-ليبرتاري، ويعتبر شخصية فكرية رئيسية ضمن الجناح اليساري للسياسة في الولايات المتحدة.

## آرائه السياسية
يُعرف تشومسكي على نطاق واسع بأنه شخصية بارزة داخل اليسار الأمريكي، وهي تسمية يعارضها، فهو يفضل أن يصف نفسه بأنه "رفيق درب" إلى التقليد اللاسلطوي، متبنى لقب الاشتراكي التحرري. هذه الفلسفة السياسية، بحسب تشومسكي، تتحدى بنشاط جميع أشكال السلطة وتدعو إلى إزالتها إذا وجدت غير مبررة، مما يضع عبء الإثبات بشكل مباشر على أولئك الذين يسعون إلى ممارسة السلطة. في حالات محددة، يتماشى مع التيار النقابي اللاسلطوي الموجه نحو العمل للأناركية، تشومسكي عضوًا في اتحاد عمال الصناعة في العالم. يُظهر تشومسكي انجذابًا لرؤية الاقتصاد التشاركي للاشتراكية التحررية، حيث يعمل كعضو في اللجنة المؤقتة للمنظمة الدولية للمجتمع التشاركي.
يفترض تشومسكي أن القيم الاشتراكية التحررية تمثل امتدادًا عقلانيًا ومتسقًا أخلاقيًا للأفكار الإنسانوية الليبرالية والراديكالية الكلاسيكية الأصلية ضمن سياق صناعي. يرى إطاره الفكري أن هذه القيم بمثابة تطور تدريجي وتطبيق للمبادئ التأسيسية.
وبينما يعترف تشومسكي بأنه كان يحمل معتقدات صهيونية في السابق، فإنه يؤهل هذا الموقف من خلال الإشارة إلى أن تعريفه للصهيونية يختلف عن التفسيرات المعاصرة، ويميل نحو ما يعتبره الكثيرون الآن معاداة للصهيونية، ويعكس هذا التحول، في نظره، التغيرات في معنى الصهيونية منذ الأربعينيات، وهو المنظور الذي حدده في كتابه قارئ تشومسكي (بالإنجليزية: The Chomsky Reader)‏.
ذُكر تشومسكي في قاموس الفلاسفة الأمريكيين المعاصرين بأنه ناقدًا يساريًا بارزًا للسياسة الخارجية الأمريكية، مما يؤكد دوره المؤثر في هذا المجال.